# 아메리칸 오픈 휠 카 레이싱
아메리칸 오픈 휠 카 레이싱(American open-wheel car racing) 또는 인디 카 레이싱(Indy Car racing)은 오픈휠(open-wheel), 일인승 자동차 경주이다. 인디카란 명칭은 미국의 메모리얼 데이(Memorial Day)에 타원형 자동차 경주장인 인디애나폴리스 모터 스피드웨이(Indianapolis Motor Speedway)에서 열리는 인디애나폴리스 500(Indianapolis 500-Mile Race)에서 가져온 것이다.
1979년 이전까지 인디카라는 이름은 인디애나폴리스 500을 포함해 미국 자동차 클럽(United States Auto Club, USAC)에서 인증하는 자동차 경주를 가리키는 말이었다.
1992년에, 인디카를 등록 상표로 가지고 있었던 인디애나폴리스 모터 스피드웨이는 인디카를 CART에 라이선스하였고, CART는 인디카를 인디카 월드 시리즈(IndyCar World Series)로 발전시켰다.
법적 소송까지 가는 수많은 우여곡절 끝에, 현재는 흥행업체인 인디 레이싱 리그(Indy Racing League, IRL)에서만 인디카라는 이름을 사용할 수 있다.
2008년, CCWS(챔프카 월드 시리즈)가 파산하면서 챔프카가 인디카로 흡수되었다.
수년간 이 레이싱의 분류 이름은 아메리칸 챔피언십 카 레이싱(American Championship car racing)이었으나 지금은 사용되지 않는다.